# Topshelf Open 2013 - Qualificazioni singolare femminile
Le qualificazioni del singolare femminile del Topshelf Open 2013 sono state un torneo di tennis preliminare per accedere alla fase finale della manifestazione. I vincitori dell'ultimo turno sono entrati di diritto nel tabellone principale. In caso di ritiro di uno o più giocatori aventi diritto a questi sono subentrati i lucky loser, ossia i giocatori che hanno perso nell'ultimo turno ma che avevano una classifica più alta rispetto agli altri partecipanti che avevano comunque perso nel turno finale.

## Giocatrici

### Teste di serie
1. Mallory Burdette (primo turno)
2. Garbiñe Muguruza (qualificata)
3. Lesja Curenko (ultimo turno)
4. Alexandra Cadanțu (primo turno)

1. Julija Putinceva (qualificata)
2. Andrea Hlaváčková (qualificata)
3. Estrella Cabeza Candela (ultimo turno)
4. Vesna Dolonc (ritirata, ultimo turno)

### Qualificate
1. Julija Putinceva
2. Garbiñe Muguruza

1. Andrea Hlaváčková
2. An-Sophie Mestach

### Tabellone

#### Sezione 1
|  | Primo turno | Primo turno      | Primo turno      | Primo turno | Primo turno |  |  | Ultimo turno | Ultimo turno     | Ultimo turno | Ultimo turno | Ultimo turno |  |
|  |             |                  |                  |             |             |  |  |              |                  |              |              |              |  |
|  | 1           | Mallory Burdette | 6                | 4           | 0           |  |  |              |                  |              |              |              |  |
|  |             | Nina Bratčikova  | 2                | 6           | 6           |  |  |              | Nina Bratčikova  | 3            | 6            | 1            |  |
|  |             | Dar'ja Gavrilova | Dar'ja Gavrilova | 1           | 2           |  |  | 5            | Julija Putinceva | 6            | 1            | 6            |  |
|  | 5           | Julija Putinceva | Julija Putinceva | 6           | 6           |  |  |              |                  |              |              |              |  |

#### Sezione 2
|  | Primo turno | Primo turno             | Primo turno      | Primo turno | Primo turno |  |  | Ultimo turno | Ultimo turno            | Ultimo turno            | Ultimo turno | Ultimo turno |  |
|  |             |                         |                  |             |             |  |  |              |                         |                         |              |              |  |
|  | 2           | Garbiñe Muguruza        | Garbiñe Muguruza | 7           | 7           |  |  |              |                         |                         |              |              |  |
|  | WC          | Richèl Hogenkamp        | Richèl Hogenkamp | 63          | 5           |  |  | 2            | Garbiñe Muguruza        | Garbiñe Muguruza        | 6            | 6            |  |
|  |             | Tereza Mrdeža           | 4                | 6           | 4           |  |  | 7            | Estrella Cabeza Candela | Estrella Cabeza Candela | 3            | 2            |  |
|  | 7           | Estrella Cabeza Candela | 6                | 2           | 6           |  |  |              |                         |                         |              |              |  |

#### Sezione 3
|  | Primo turno | Primo turno         | Primo turno       | Primo turno | Primo turno |  |  | Ultimo turno | Ultimo turno      | Ultimo turno | Ultimo turno | Ultimo turno |  |
|  |             |                     |                   |             |             |  |  |              |                   |              |              |              |  |
|  | 3           | Lesja Curenko       | 7                 | 3           | 7           |  |  |              |                   |              |              |              |  |
|  |             | Alison Van Uytvanck | 6(1)              | 6           | 5           |  |  | 3            | Lesja Curenko     | 6            | 3            | 4            |  |
|  | WC          | Indy de Vroome      | Indy de Vroome    | 2           | 0           |  |  | 6            | Andrea Hlaváčková | 4            | 6            | 6            |  |
|  | 6           | Andrea Hlaváčková   | Andrea Hlaváčková | 6           | 6           |  |  |              |                   |              |              |              |  |

#### Sezione 4
|  | Primo turno | Primo turno       | Primo turno  | Primo turno | Primo turno |  |  | Ultimo turno | Ultimo turno      | Ultimo turno      | Ultimo turno | Ultimo turno |  |
|  |             |                   |              |             |             |  |  |              |                   |                   |              |              |  |
|  | 4           | Alexandra Cadanțu | 2            | 6           | 65          |  |  |              |                   |                   |              |              |  |
|  |             | An-Sophie Mestach | 6            | 4           | 7           |  |  |              | An-Sophie Mestach | An-Sophie Mestach | 3            |              |  |
|  |             | Gréta Arn         | Gréta Arn    | 5           | 1           |  |  | 8            | Vesna Dolonc      | Vesna Dolonc      | 3            | r            |  |
|  | 8           | Vesna Dolonc      | Vesna Dolonc | 7           | 6           |  |  |              |                   |                   |              |              |  |